# Archidiecezja Urmii
Archidiecezja Urmii (łac. Archidioecesis Urmiensis) – archidiecezja metropolitalna Kościoła chaldejskiego w północno-zachodnim Iranie. Została erygowana 4 września 1890. Jedyną podległą jej diecezją jest diecezja Salmas, przy czym obie administratury pozostają w unii personalnej i mają wspólną kurię.